# Cescau (Pireneje Atlantyckie)
Cescau – miejscowość i gmina we Francji, w regionie Nowa Akwitania, w departamencie Pireneje Atlantyckie.
Według danych na rok 1990 gminę zamieszkiwało 358 osób, a gęstość zaludnienia wynosiła 45 osób/km² (wśród 2290 gmin Akwitanii Cescau plasuje się na 830. miejscu pod względem liczby ludności, natomiast pod względem powierzchni na miejscu 1205.).